# Watertoren (Alphen aan den Rijn, Prins Hendrikstraat)
De watertoren Prins Hendrikstraat in Alphen aan den Rijn was een watertoren die in 1911 werd gebouwd. De toren stond aan de Oude Rijn tegenover de Torenstraat. Het ontwerp was van architect N. Biezeveld; de aannemer die de toren heeft gebouwd was de Amsterdamsche Cement-ijzerfabriek "Wittenburg" uit Amsterdam. De toren was 26 meter hoog.
De watertoren aan de Prins Hendrikstraat werd afgebroken in 1972. De sloop was nodig vanwege de corrosie aan zowel de binnen- als de buitenzijde.
De watertoren is het symbool van carnavalsvereniging "De Cascarvieten". Deze vereniging is opgericht in 1964. Toen de watertoren in 1972 gesloopt werd hebben De Cascarvieten de originele ANNO-steen uit de gevel weten te redden van de ondergang. Deze originele steen is ingemetseld in het onderkomen van De Cascarvieten dat gevestigd is in de Voorstraat 11 te Alphen aan den Rijn. Bij elke officiële gebeurtenis gaat er een replica van de steen mee naar de plaats van handeling.